# Алея горіха чорного
Алея горіха чорного — ботанічна пам'ятка природи місцевого значення. Об'єкт розташований на території Черкаського району Черкаської області, село Балаклея.
Площа — 0,3 га, статус отриманий у 1972 році.